# Детський санаторій
Де́тський санато́рій (рос. Детский санаторий) — селище у складі Ішимського району Тюменської області, Росія.
Стара назва — Детський Санаторій.
Населення — 38 осіб (2010, 102 у 2002).
Національний склад станом на 2002 рік:
- росіяни — 91 %